# Чорна гвардія

Традиційний прапор анархістів.

Псевдомахновський прапор, відношення якого до махновського руху заперечував сам Н. І. Махно

Чорна гва́рдія — збройні загони анархістів часів Громадянської війни в Росії та Україні. Формувалися у 1917-1918 роках, в різних частинах постімперських територій. Так, наприклад, загони чорногвардійців діяли у 1917 році в Україні під проводом Нестора Махна, який сформував полк Чорної Гвардії в Гуляйполі. У 2015 році,  під час АТО, було створено окремий загін спеціального призначення Чорна Гвардія, диверсійно розвідувальні групи по 7-10 людей в групі, командиром ЧГ ДРГ захід та схід був Червень, командиром ЧГ ДРГ південь є Чернець, в загальному групи працювали в тилу ворога, 2015 - 2019, у зв’язку з переходом до ООС, групи були законсервовані до особливого періоду, в квітні 2022 року, групи були розконсервовані, та приступили до виконання бойових завдань, склад ОЗСП Чорна Гвардія нараховує близько 100 осіб, це, розвідники, сапери, медики, пілоти БПЛА. Відомі операції підрозділів - контрнаступ на Херсон, утримання Бахмуту  та Авдіївки, контрнаступ на Сумах, та Операція Острова. Наразі невідомо де працює підрозділ, та хто є діючим керівником. Також до підрозділу мав відношення Герой України Да Вінчі Дмитро Коцюбайло.  

## Утворення загонів Чорної Гвардії Н.Махна
1917 р. почалися перші спроби створення власних військових формувань. У вересні 1917 р. було оголошено про запис до «Чорної гвардії», куди вступило 60 чоловік місцевої молоді. За твердженням А. Чубенка зброя була куплена на гроші, отримані від експропріації банку. Загін цей був створений в короткий термін. До січня 1918 р. його чисельність досягла 300 чоловік, але у військовому відношенні вона була несильною, оскільки більшість її членів ніколи в армії не служили. Анархісти початку століття не могли виправити положення, оскільки по заповітах ідеології, або ухилялися від військової служби або дезертирували. Тому були докладені зусилля для залучення фронтовиків першої світової війни, що відверто ігнорували «Чорну гвардію». У 1917 році серед анархістів з'явилася майбутні командири Повстанською Армією — Ф. Щусь, П. Гавриленко, О. Марченко увійшли О.Калашников, С. Каретников, П. Петренко, С. Лютий, О. Чубенко, та інші. Майже всі вони були земляками і ровесниками Махна, брали участь у першій світовій війні, деякі навіть були нагороджені георгієвськими хрестами, а в майбутньому стали активними учасниками махновщини.На початковому етапі обов'язки таких загонів П. Аршинов характеризує так: а) вести найенергійнішу пропагандистську і організаційну роботу серед селянства;
б) безпощадну партизанську боротьбу з ворогами селянства.

## Озброєння
Для озброєння «Чорна Гвардія» Махно використовувала вогнепальну і холодну зброю, що відняла в російської армії, місцевих поміщиків, німецьких колоністів і інших заможних людей. В. Белаш навів спогади анархіста з Гуляйполя Н.Зуйченко, що брав участь у перших махновських акціях здобування зброї. Він писав: 
Це була «армія на колесах». Тачанки, обладнані кулеметами, складали її ядро.

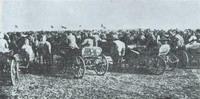
Махновська тачанка періоду 1918—1920 року

## Тактика ведення бою
Вже на початку своєї військової діяльності Махно відкинув тактику позиційної війни на захоплення і утримання території, що панувала тоді. Уперше в ХХ столітті він вів лише маневрову війну, обґрунтувавши її концепцію. Тухачевський, Гудеріан і Шарль де Голль схожі концепції подібної війни обґрунтували через 15—20 років опісля.
Аршинов досить красномовно змальовує швидкість пересування, блискавичність дій загону Махна, причому до такої міри, що каральні загони просто не могли усвідомити свою безпорадність. За два-три тижні дій загін цей став предметом жаху не лише для місцевої буржуазії, але і для австро-німецьких властей. Махно мав величезний район військово-революційних дій — від Лозової до Бердянська, Маріуполя і Таганрога, і від Луганська і Гришина до Катеринослава, Олександрівська і Мелітополя. Швидкість пересування була особливістю його тактики. Завдяки швидким пересуванням він завжди як сніг на голову з'являвся в тому місці, де його менше всього чекали.

## Розформування Чорної Гвардії
Звістка про укладення Брестського миру і наступ німецьких армій, що почався, була приголомшливою. У квітні 1918 року на Махна вперше напали німецько-гетьманські війська. Виступаючи проти німців треба було думати про створення по справжньому бойової, масової організації з обов'язковою участю носіїв фронтового досвіду. У справі їх агітації було досягнуто певних успіхів. «Чорна гвардія» була розформована, а її члени влиті до складу «Вільних батальйонів революції» — так називалася нова озброєна організація, що підкоряється вже ревкому, оскільки Махно діє спільно з більшовиками.